# Jan Čulík
Jan Čulík (ur. 2 listopada 1952 w Pradze) – czeski anglista i bohemista, tłumacz i publicysta. Jego dorobek obejmuje prace z zakresu literatury angielskiej i czeskiej oraz monografie na temat kina czeskiego.
Mieszka w Wielkiej Brytanii. Jest założycielem dziennika internetowego „Britské listy”.
Ukończył studia na praskim Uniwersytecie Karola. W 1995 r. został zatrudniony jako wykładowca na University of Glasgow.